# ラグビーリーグ・パーク
ラグビーリーグ・パーク（Rugby League Park）は、ニュージーランドのクライストチャーチにあるスポーツスタジアムである。命名権により「アポロ・プロジェクツ・スタジアム（Apollo Projects Stadium）」という。非営利的な表現として「クライストチャーチ・スタジアム（Christchurch Stadium）」ともいう。

## 概要
13人制のラグビーリーグ、15人制のラグビーユニオン、サッカーで使用しているスタジアムである。
ラグビーリーグのカンタベリー・ブルズとサウス・アイランド、そしてラグビーユニオンでスーパーラグビーに出場しているクルセイダーズの、ホームグラウンドである。
スーパーラグビーの試合会場としても使われる。

## 歴史
1887年から、この土地は「アディントン・ショーグラウンド（Addington Showgrounds）」と呼ばれる、産業博覧会などを開催するイベント施設だった。1997年まで名称もそのままだった。
1951年に、カンタベリー・ラグビーリーグが、アディントン・ショーグラウンドの土地を借りる。
1963年、学生の国際試合が初めて開催された。
1974年、夜間対戦用の照明が設置される。
1988年、アディントン・ショーグラウンドにおいて、ラグビーリーグのニュージーランド代表がイギリス代表を破り、ワールドカップ決勝への進出を決めた。
1995年、オークランド・ウォリアーズがプレシーズンの対戦で会場を満席にした。
1997年、40年間のリース契約締結により、アディントン・ショーグラウンドの名称が「ラグビーリーグ・パーク（Rugby League Park）」となる。
2008年、クライストチャーチ市議会がラグビーリーグパークの運用廃止を計画する。老朽化、再開発などがその理由。
2009年、ラグビーリーグ・パーク保存運動により、運用継続が決定した。
2010年9月4日、クライストチャーチ付近を震源とする大地震で、ラグビーリーグ・パークが最初の被害を受ける。
2011年2月22日、国内死者185人を出した2度目の大地震によりラグビーリーグ・パークが閉鎖となる。
2012年、取り壊されたラグビーリーグ・パークの跡地に、18,000席の仮設スタジアムが建設される。保険会社AMIが仮設スタジアムのスポンサーとなり、3月に「AMIスタジアム（AMI Stadium）」に改名した。
2019年6月から、Orangetheory Fitness（オレンジセオリー・フィットネス）が命名権を獲得し、「オレンジセオリー・スタジアム（Orangetheory Stadium）」となる。
2023年8月1日から、地元の設計・商業建設会社Apollo Projectsによる命名権により「アポロ・プロジェクツ・スタジアム（Apollo Projects Stadium）」となった。